# Льон тристовпчиковий
Льон тристовпчиковий, льон триматочковий (Linum trigynum) — однорічна трав'яниста рослина роду льон (Linum).

## Ботанічний опис
Стебла 10–40 см заввишки, майже ниткоподібні, голі. Листки голі, по краю шорсткі.
Пелюстки світло-жовті або білуваті, довжиною 5–6 мм. Цвіте у червні — липні.

## Поширення
Вид поширений у Європі, Африці та Азії. В Україні зустрічається у Криму, росте на сухих кам'янистих схилах, відшаруваннях порід.

## Галерея

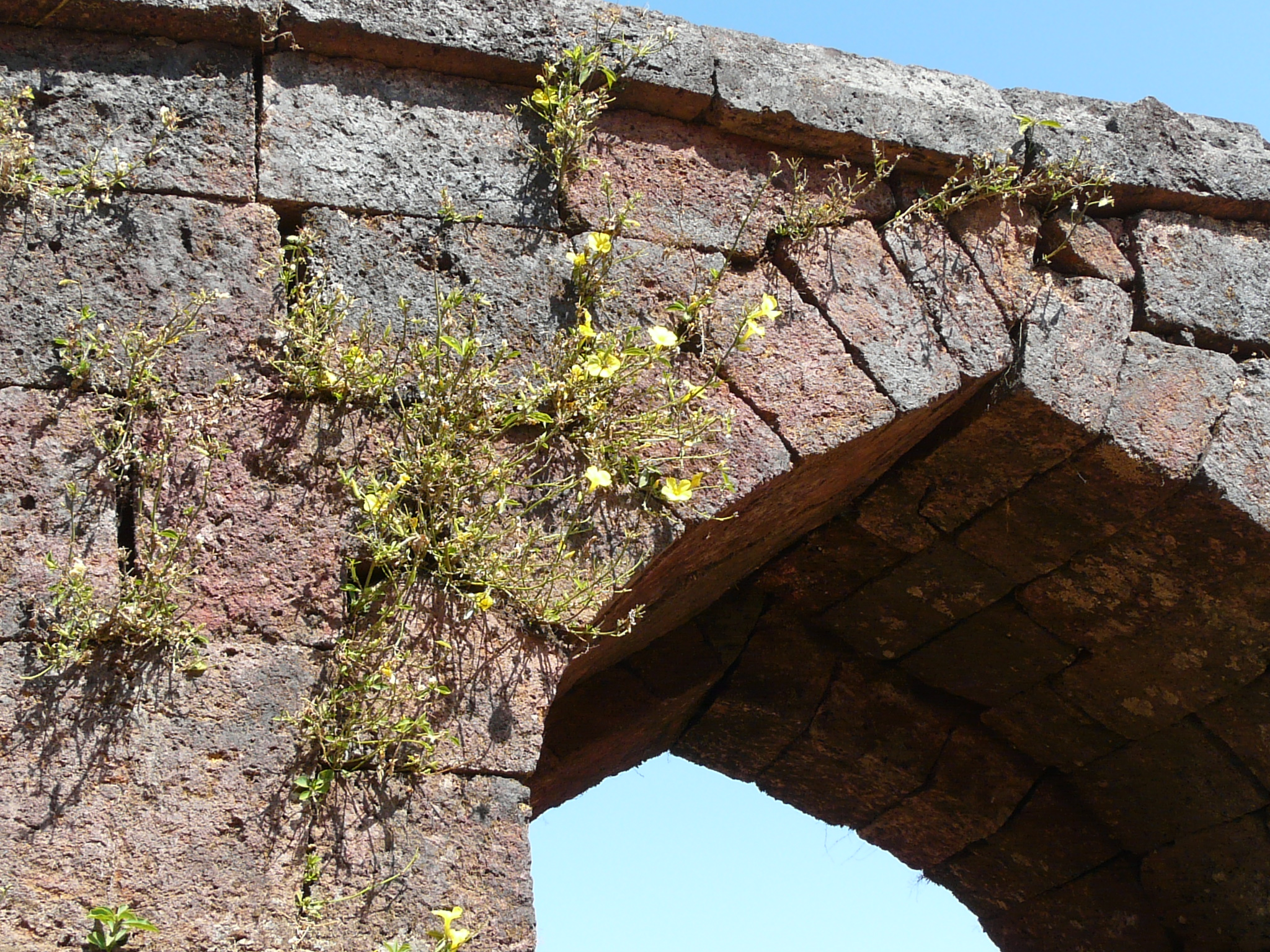
рослини на арці
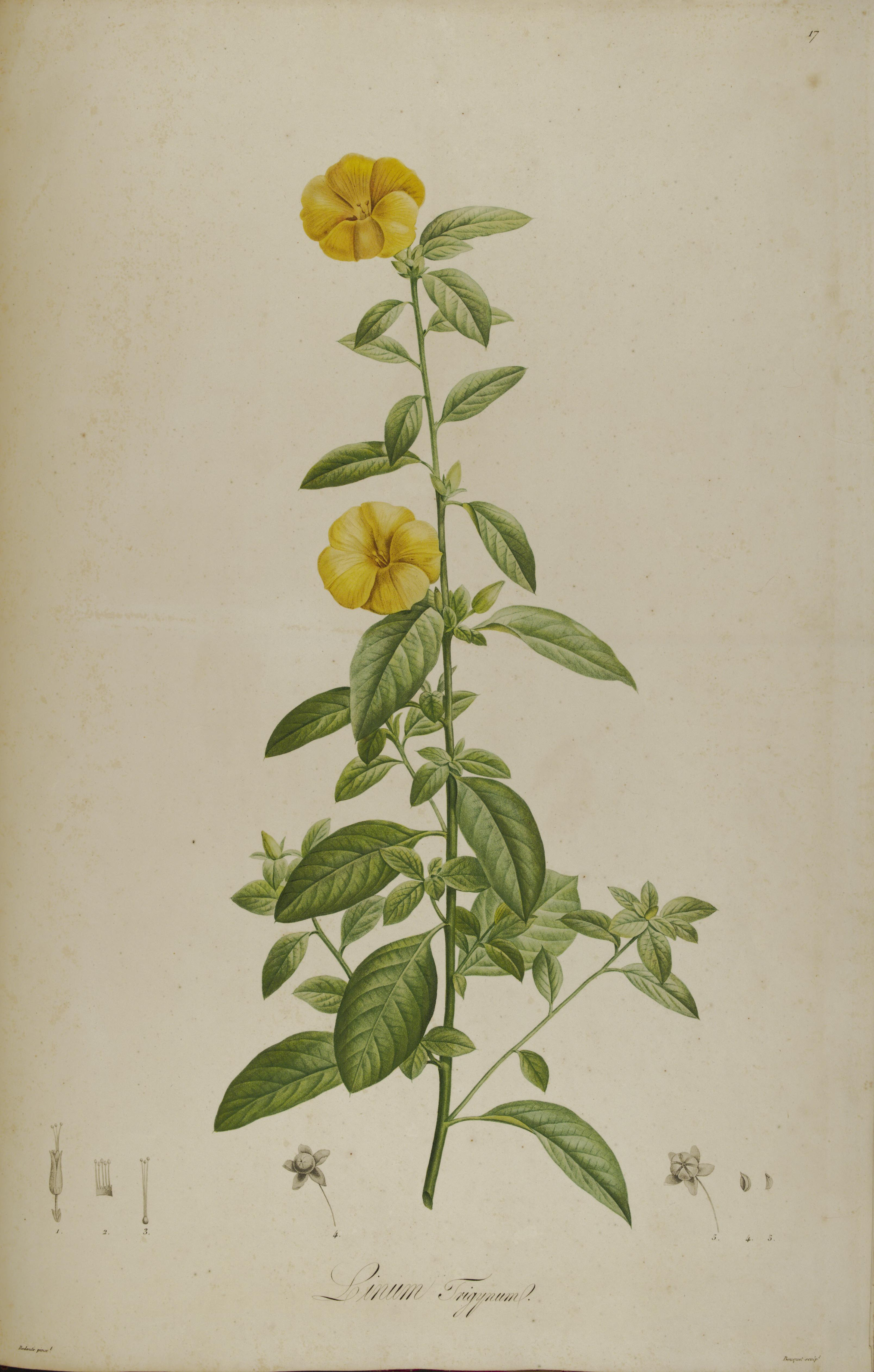
ілюстрація